# 魍魎戦記MADARAシリーズ
『魍魎戦記MADARAシリーズ』（もうりょうせんきマダラシリーズ）は、角川書店による、漫画、小説、コンピュータRPG、OVA、ラジオドラマ（CDドラマ）に展開するメディアミックス作品群。
『魍魎戦記MADARA』（原作・大塚英志、画・田島昭宇）に端を発する一連の作品群（以下、MADARAシリーズ）は、基となる「始まりの大陸」での物語と、メインキャラクター達が転生した様々な時代の物語から構成され、様々なメディアで展開される108編にも及ぶ膨大な作品群だとされているが、全てが語られているわけではなく未完のものが多い。

## 概要
漫画『魍魎戦記MADARA』（後に他のMADARAシリーズ作品と区別するため『摩陀羅壱』と呼ばれることがある）は、「始まりの大陸」を舞台に、光の皇子・摩陀羅が麒麟やカオス、聖神邪などの仲間たちとともに、恐怖政治を行う金剛国の魔王ミロク帝の軍勢と戦う物語である。摩陀羅が来世に去った後、摩陀羅の仲間たちのそれぞれの旅立ちが描かれた短編『MADARA青』や『風になるまで』が、後にコミック『MADARA転生編』に収録されている。また、摩陀羅壱を原作としたファミリーコンピュータ用ゲームソフト『魍魎戦記MADARA』（コナミ）が作られた。
漫画『魍魎戦記MADARA摩陀羅弐』では、日本をモチーフとした「耶倭土」と呼ばれる島国に舞台を移し、最初の物語で摩陀羅と戦った敵であった、影王や魍鬼八大将軍の蛇括神ヒョウブが転生した姿である伐叉羅や獅子丸をメインとして物語が進む。
『摩陀羅壱』の時代から直接続く時代の物語となる、漫画『魍魎戦記MADARA赤（もうりょうせんきマダラ・ラサ）』では、摩陀羅が去った後に「失われた大陸」フダラク大陸へ渡った聖神邪（ユダヤ）を核に物語が進む。タイトルの赤（ラサ）は赤い砂に覆われたフダラク大陸と、聖神邪（ユダヤ）が赤の戦士と位置づけられていることによる。『魍魎戦記MADARA赤』のプレストーリーである短編『ゲド・ユダヤ伝』が、後にコミック『MADARA転生編』に収録されている。
小説『死海のギルガメシュ』とそれに関連する作品群では、死海付近を舞台とし、聖神邪（ユダヤ）とカオスの因縁と、摩陀羅の転生であるコケバを中心に物語が進む。後に『MADARA外伝 死海のギルガメシュ』として花津美子によって漫画化された。
それぞれの作品には、公開された設定集と、周辺作品群が置かれ、物語の周辺をフォローした。たとえば、大塚英志原作、花津美子の画による漫画『ギルガメシュ・サーガ』はカオスと聖神邪（ユダヤ）を主人公とした物語であり、摩陀羅を主軸とする作品の外伝的な位置付けである。星樹による漫画『MADARA四神編』は、摩陀羅の転生である神代斑が主人公で、スーパーファミコン版ゲーム『魍魎戦記MADARA2』と関連する物語となった。これらのサイドストーリーを含めた多くの物語は、神話や伝説を取り入れた複雑な設定を背景とし、主要な登場人物が転生し、それぞれの物語を築いていく。MADARAシリーズの各作品への展開が進むにつれて、「アガルタ」と呼ばれる神々の異世界と、その支配によってそれぞれのキャラクターに定められた宿命が生み出す、逃れられない宿命に翻弄され苦闘する人間の物語という側面が強くなっていった。また、『海賊本』と称したアンソロジーコミックが作られている。
ラジオドラマ『MADARA転生編』（文化放送）では、舞台を現代日本に移し、ミロクや影王、聖神邪（ユダヤ）や麒麟の転生したキャラクターが、それぞれの宿命に影響を受けながら、様々な事件に遭遇する。この作品では、MADARAシリーズ中期以降において主役の座に落ち着いた聖神邪（ユダヤ）が転生した姿である犬彦綬陀矢と、麒麟の転生である伏姫輝燐を中心に物語が進む。物語冒頭が『MADARA転生編』（画・田島昭宇）、中盤以降が『MADARA影（マダラ・シャドウ）』（画・高橋明）としてそれぞれ漫画化されたが、ともに未完である。
更に『転生編』の物語は、小説『MADARA MILLENNIUM』（大塚英志、1999年）によって結末に向かい始めたかのように見えたが、同作は第1巻のみが刊行された状態のまま、その後日譚である小説『摩陀羅天使篇』（大塚英志）の方が先に展開することとなる。
『天使篇』は、『転生編』での物語、ひいてはMADARAシリーズの108の物語が全て完結した後の物語とされ、聖神邪（ユダヤ）の転生である犬彦綬陀矢を中心に物語が綴られる。その他主要な登場人物の殆どが『転生編』から引き継がれているが、当時『転生編』は未完であったにもかかわらず、その結末において彼らはミロクやアガルタとの最終決戦に敗れ、それまで転生によって受け継いできた記憶と力を失ってしまったという設定が先行した状態で執筆が開始された。現在、第3巻まで刊行された状態で未完のまま。
一方、長らく未完であった『転生編』の物語は、小説『僕は天使の羽根を踏まない』（大塚英志、2003年）として新たに書き直されることで完結を果たし、同作はMADARAシリーズの108の物語の完結編と位置付けられた。

## MADARA・SAGA
MADARAシリーズは構想上、8編の本編と100編の外伝による108編の物語で構成されている。様々な時代や様々な舞台で展開して時には時間を遡って、それぞれの話が交錯している。また「MADARA・SAGA」は舞台となる場所によって大きく分類されている。ショートエピソードの場合、108編の中の1編の中の小さなエピソードの1つという扱いの場合もある。メディア展開による差異などはパラレルとして別の1編とする場合もあれば、同じ1編の異伝とする場合もある。
本編にあたる8編は『壱』、『赤』、『弐』、『転生編』など。（残りは不明）
始まりの大陸神話群
- アガルタ編 - 大洪水によって文明が滅びる前に存在した、アガルタの知識や技術を得ていたある国の物語。
- 初代ウガヤ王編 -  「壱」の約3000年前。マダラの前世である初代ウガヤ王が、神剣クサナギを持って、魍鬼八大将軍の前身の集合体である巨大な八つ首の竜と戦う。
- 摩陀羅壱
  - 妖血淵の魔物 - マダラが幼かった頃の、マダラやキリン、沙門らのストーリー。
  - 二天童児譚 - マダラが行方不明になった間の聖神邪とカオスの物語。
  - 大金剛輪編 - PC98用アドベンチャーゲーム。

- 女禍の大洪水編 - 「壱」の千数百年後、皇帝女禍が千年王国を滅ぼし、「女禍の大洪水」と呼ばれる大災害が起こる。これにより始まりの大陸はフダラク大陸や耶倭土などに分断される。

ガンダーラ編
マダラが去った後、マダラを探し求めて旅立ったカオスと、千年王国を治めるロキが描かれる。
- MADARA青AO

失われた大陸神話群
フダラク大陸は始まりの大陸の東に位置する。
- アトランティス消滅編 - 聖剣スターメーカーを持った勇者ミロクが99頭の不滅竜たちと共に、黄地の大陸を支配するアガルタと戦いフダラクの初代王となった。黄地の大陸ではミロクの一族と共に人々がアガルタに対して反乱を起こし、それを重く見たアガルタは大洪水を起こして文明を根絶した。
- ミロク伝説編 - 「弐」のバサラは、時空を越えて過去のフダラク大陸のミロクの里に流れ着き、ウズメという名の少女に発見される。ウズメの兄は里に代々伝わる勇者の称号であるミロクの名を持ち、勇者ミロクとなった者は後継者を見つけた後にフダラクのミロク王家に仕える掟がある。ミロクはバサラに勇者ミロクの名と称号を譲り渡し、開祖ミロクのミロク王家の血が途絶え諸侯が乱立するフダラクの統一王となる野心を抱いて旅立つ。
- 勇者ミロク編 - 勇者ミロクの名を受け継いだバサラ。後にフダラクのナーガ国の軍を掌握してミロク一族と共に海を渡り、ウガヤ王朝を征服して金剛国を建国しミロク帝を名乗る。ミロク帝は後に、ホウライの炎の回廊を落城させた際にミロクの霊性に憑かれ「壱」のミロク帝となる。
- ゲド・ユダヤ伝
  - 風になるまで

- 魍魎戦記MADARA赤

- ギルガメシュ・サーガ

- エデンのギルガメシュ
  - 「ギルガメシュ・サーガ」「MADARA青」。

- 死海のギルガメシュ　- 「エデンのギルガメシュ」の百年後、聖神邪（ユダヤ）は別れたカオスやジャミラと再会することになる。
- 蒼の漂泊者
  - 種痘師リンガ - 聖神邪（ユダヤ）による3度目のカオス殺しの物語。
  - 左手のカオス - 聖神邪（ユダヤ）による6度目のカオス殺しの物語。

耶倭土神話群
耶倭土は始まりの大陸の一部として東端に位置していたが「女禍の大洪水」によって分断されて、フダラク大陸と海を隔てた島国になっている。
- 徐福渡来編 - 「女禍の大洪水」の後、白沢と一体化している徐福は、麒麟という名の少女（サクヤの転生である麒麟比丘尼）らと共に耶倭土に渡り、八体の耶倭土旧神（魍鬼八大将軍の転生）の封印などを行う。
- 甲賀三郎異聞 - 甲賀三郎の過去と、バサラ誕生にまつわるストーリー。
- 魍魎戦記MADARA摩陀羅弐
- 幻王朝影帝編 - 「弐」の十数年後、大陸の統一王朝「幻」の影帝が耶倭土を征服する。獅子丸と契って生まれた息子が8人の転生戦士の一人だと信じる白不浄は、影帝が影王か摩陀羅ではないかと考え、影王なら殺し摩陀羅なら仕えるよう息子の綺羅丸に言って送り出す。

日本神話群
- 誕生編
- 四神編 - 現代日本と「壱」と「弐」を併せたパラレルワールド的な多層次元にある異世界が舞台で、4人のマダラや影王の霊性を持つ者が登場する。
- MADARA転生編
  - 転生編プレストーリー
    - 「赤い綬陀矢」「風の沙門」。綬陀矢・輝燐・沙門らと、現代日本でのミロクや魍鬼との戦いが描かれる。

  - MADARA影（マダラ・シャドウ）
    - 光河兄弟のストーリー。「ラジオドラマ 転生編」およびそのコミカライズ「MADARA影」。

  - 転生編
    - 「CDドラマ 転生編」

  - 転生編本編

- 天使編

## 転生する登場キャラクター
摩陀羅（マダラ）
光の皇子。8人の転生戦士が摩陀羅の助けとなる役割を持つ。だが、その裏ではマダラの霊性を持つ者が「真王」として目覚めた時、世界はアガルタによって支配される。それを防ぐためにその魂はミロクとサクヤによってアガルタから持ち出され、1人の人間として転生を重ねていく存在となる。
「初代ウガヤ王編」では、初代ウガヤ王。
「壱」ではマダラ。金剛国の魔王ミロク帝とサクヤ姫の息子として生まれ、チャクラを奪われて、ギミックで体を補っていた。
「赤」ではフダラクにおけるマダラとしてクリシュナ王家の末子のムーが登場。
「ギルガメシュ・サーガ」ではエデンの王となった少年デュー・カリオン。
「死海のギルガメシュ」では孤児のバル・コケバ。
影王（カゲオウ）
闇の皇子。魔界の魍鬼八大将軍を統べる。マダラが真王として目覚めないためのリミッターとして分割された存在であり、彼とマダラがひとつに戻ったとき世界の終末が始まる。
「壱」では影王。胎児の頃に双子の弟マダラにチャクラを全て奪われてヒルコとして誕生、マダラの天（太陽）のチャクラを与えられた魍鬼八大将軍のヒョウブと融合していた。
「ギルガメシュ・サーガ」では、少年バル・コケバ。このエピソードでは前世の記憶はないながら、額に竜の紋章をもち、千年王国記の記載などを基にユダヤたちや魔人を利用して自ら王になろうとしていた。
「弐」では伐叉羅(バサラ)。
「転生編」の光河光。
弥勒(ミロク)
アガルタの暗黒神。サクヤと共謀してマダラ、影王、妣の力をアガルタから持ち出した。
「壱」では金剛国の魔王ミロク帝。
「弐」ではアソベ族の戦士・甲賀三郎。
「転生編プレストーリー」では九龍学園の生徒の龍王。
「MADARA影」では生命工学の博士である光河三郎。
カオスと同様の呪いを受けていたが、「壱」「弐」などで息子の影王から父殺しを受けて7度の贖いを終える。その正体は人間の野心や狂気にとり憑く悪魔であり、理想郷を望む人間たちを操り世界を破壊する役割を持つが、アガルタの呪いによって惑わした人間にアガルタの扉を開かせようとしていた。
白沢(ハクタク)
全ての運命を司り転生戦士たちを導く神。
「壱」では白沢。
「徐福渡来編」では、徐福に融合して民を導き、魍鬼八大将軍の転生である8体の耶倭土旧神を封印。
「弐」では、山彦の徐福、渡しの徐福、巫女白沢。
「死海のギルガメシュ」では産婆のツィラ。
「転生編」では、伏姫家の執事の白沢。
沙門(シャモン)
8人の転生戦士の一人。
「壱」では体のほぼ全てがギミックで構成されていた。そのために歳をとらず、数年後となる「赤」でも変わらぬ姿で登場する。
「転生編」では兵頭沙門。
龍鬼(ロキ)
8人の転生戦士の一人。
「壱」では、後に千年王国の国王になる。
「ギルガメシュ・サーガ」では、自身の孫でもある千年王国王ロキに転生するが、戦に敗れて生きたまま機械人にされたのち、使徒として覚醒する。
「転生編」では十頭龍樹。

### 二天童子
マダラの眷属である、赤の戦士と青の戦士の霊性。対になった魂をもつ存在であり、2人が揃った時にこそ本来の力が発揮される。
赤の戦士ユダヤ
青の戦士と対を為す二天童子。8人の転生戦士の一人だが、マダラが真王として覚醒した際にはその命を奪う裏切者「13番目の使徒」としての宿命をもつ。飄々とした無頼な人物に反して誰よりも優しい心を持つがゆえの宿業を生きる。そして裏切者として呪われた彼は自身を守護する「妣(ひ)」を持つことができない。これは前述の通り無頼な性格もあって女と縁がない（その反面、「まだ女ではない」童女にはよくもてる）こともあるが、彼自身が自分の戦いや宿命に他人、ましてや愛する女を巻き込むことを良しとせず突き放してしまうからという理由もある。
「壱」の聖神邪（セイシンジャ）。これは仮の名前で真の名は封印している。イズモ族の生き残りでカオスとは従兄弟同士。漲緋統凱聯との戦いで右腕を失い、炎の回廊で回収していたマダラの右腕のギミックを受け継ぐ。「赤」においてフダラクを救うために命を懸けて戦ったことが禊、贖罪となりアガルタの門をくぐり、本来の霊性を取り戻した。その後、本名の「ユダヤ」を名乗り、行動する。カオスの呪いを解くために親友殺しの業を背負い、朋友であるカオスを七回殺す宿命に苦悩することとなる。
「転生編」では犬彦綬陀矢として登場。後にスターシステムで「多重人格探偵サイコ」などで「犬彦」としても登場している。
青の戦士ギルガメシュ
赤の戦士と対を為す二天童子。8人の転生戦士の一人。
「壱」の夏凰翔（カオス）。これは仮の名前で真の名は封印している。ホウライの廃皇子で聖神邪とは従兄弟同士。左半身をバイオギミックに変えており、本物の半身は人質として金剛国に差し出されている。名の封印を解く禊、贖罪を行わずにアガルタの門をくぐったため、愛する者に7回殺されて贖うまで解けないという狂気に冒される呪いを受けてしまう。
「死海のギルガメシュ」では、半身が腐った狂える予言者ギルガメシュ。
「転生編」ではカオス・リヴァイアサン。

### 妣
妣(ひ)の力とは、その時々に応じて愛する者を「母」や「恋人」そして「姉妹」として庇護するグレートマザーの力であり、サクヤやキリンと同質の力。サクヤ姫がアガルタから妣の力を持ち出した際に分散したため、多数存在する。
麒麟(キリン)
マダラの妣。
「壱」でのキリンは、サクヤ姫の妣の力を吸収したマダラが切り離した分身。終盤では神獣の麒麟の姿も見せている。
「ギルガメシュ・サーガ」では、デューの義姉ピュラ。サクヤ姫が消滅した際にピュラから分離し、マダラと影王を連れて過去のニソの杜に渡り、新しい流れを作る。
「死海のギルガメシュ」では、メシア・ヨハネ。
「転生編」では伏姫輝燐(ふせひめ キリン)。伏姫麒麟と表記される場合もある。
開耶(サクヤ)
アガルタの女神。ミロクと共謀してマダラと妣の力をアガルタから持ち出した。ミロクの破壊に対して世界を「再生」させる力を司っている。
「壱」では第75代ウガヤ王の元王妃でミロク帝に娶られたサクヤ姫。マダラと影王を産んだ。「ギルガメシュ・サーガ」では、ミロクに誘われて魂だけで未来のエデンに渡り、ピュラに憑依してマダラたちを止めるため子殺しをしようとするが、最後はユダヤを守って消滅する。
「徐福渡来編」では麒麟比丘尼。恐山で御霊摩陀羅を産んだ。麒麟比丘尼は何度も転生して現れるうちに八百比丘尼と呼ばれるようになった。
「弐」では白拍子の八百比丘尼。バサラの産みの親。
リリス
アガルタの邪神で、サクヤの妹。サクヤやキリンと対になる暗黒面の妣の霊性を持つ。
「赤」ではアガルタからフダラクに召喚され、フダラクの女王になる。ムーの母親。
邪魅羅(ジャミラ)
カオスの妣。8人の転生戦士の一人。
「転生編」では大徳寺貴更(だいとくじ きさら)。
緋巫佳(ヒミカ)
8人の転生戦士の一人。
「壱」では聖神邪の妹。後に国王となったロキの妻になる。
「ギルガメシュ・サーガ」では、自身の孫でもあるヒミカに転生。前世に拘る周囲に反発する。
結伽珠
サクヤ姫の魂の一部とその化身。
「壱」では風姫。
「弐」では芙蓉。
白不浄
「弐」の鬼面衆の一人であるが、白拍子でもある。「幻王朝影帝編」では、摩陀羅に仕える8人の勇者の一人をこの世に送り出すため、獅子丸との間に綺羅丸を生む。
「転生編」では鬼塚不二子。
レラ
「赤」に出てくる風使いの少女。
その他の妣
久遠（クオン）
「壱」のカオスの妣。カオスの姉。故人だが、「二天童子譚」でキリンの力により、妣の力の化身としてカオスの前に現れる。

### 魍鬼八大将軍
アガルタでは下位カーストに属する魔界の魍鬼たちの長。影王ないし真王としての暗黒面に目覚めたマダラに付き従う。転生戦士が揃わない場合は彼らがスペアとなる場合もある。
「初代ウガヤ王編」では、八つ首の竜。「壱」では、切り落とされた竜の八つ首が魔界に逃げた後、ミロク帝との九鬼曼荼羅を使った契約によって召喚された金剛国八大将軍。「弐」では、白沢が宿った徐福によって異界に封印されていた耶倭土旧神。
禍耳幽羅(カジューラ)
「壱」ではマダラの耳のチャクラを与えられていた。
「弐」では死した青不浄が耶倭土旧神を宿して蘇った。
「僕は天使の羽根を踏まない」では超人的な聴力を持った医者で地方の名士の梶浦竜馬。それまででも十字軍の兵士やグノーシス派の宣教師に転生していた事が語られている。
闇界睨魔(オンカイギョウマ)
「壱」ではマダラの眼のチャクラを与えられていた。
「弐」では死した黒不浄が耶倭土旧神を宿して蘇った。
「僕は天使の羽根を踏まない」ではゴシップ紙専門のカメラマンの恩田雅人。
凄斬刃双臂(セイザンパソウビ)
ペアになった2匹の魍鬼。
拿穢(ナエ)
「壱」ではマダラの左腕のチャクラを与えられていた。合体して凄斬刃双臂になる。
「弐」では両面宿儺・左大臣。
「僕は天使の羽根を踏まない」では生き別れた名も知れぬ双子の兄妹の兄。
拿髏(ナロ)
「壱」ではマダラの右腕のチャクラを与えられていた。合体して凄斬刃双臂になる。
「弐」では両面宿儺・右大臣。
「僕は天使の羽根を踏まない」では生き別れた名も知れぬ双子の兄妹の妹。
貂魎伐誇(チョウリョウバッコ)
「壱」ではマダラの脚（下半身）のチャクラを与えられていたが、あっさり聖神邪に倒される。
「弐」では死した赤不浄が耶倭土旧神を宿して蘇った。
「僕は天使の羽根を踏まない」では無気力なバイク便のバイト青年の蝶野初男。
漲緋統凱聯(チョウヒトウ ガイレン)
「壱」ではマダラの心臓（胴体）のチャクラを与えられていた。
「弐」では耶倭土旧神の一人・悪路王阿弖流為(アテルイ)。
「僕は天使の羽根を踏まない」ではサクリファイスのかつてのメンバーで、心臓にペースメーカーを埋め込んだ少年のココ。
妖焔候戊倭主(ヨウエンコウ ボイス)
影王につき従う魍鬼。
「壱」ではマダラの喉（声）のチャクラを与えられていた。
「弐」では文観。
「僕は天使の羽根を踏まない」ではサクリファイスのかつてのメンバーで、「言葉が現実になる」ため寡黙な少年のガク。
蛇括神憑分(ダカツシン ヒョウブ)
魍鬼八大将軍の最高位。
「壱」ではマダラの天（太陽）のチャクラを与えられ、影王の体に同化していた。
「弐」では獅子丸。
「僕は天使の羽根を踏まない」では村八分にされていた家の出身で、犬彦たちに庇護された少年の相武貴。

## キーアイテム
ギミック
ヒジュラ人に伝えられる身体補助技術。元々は身体の一部が欠損して生まれるヒジュラ人の不足を補うものだが、転じて怪我で身体を欠損した人間の治療にも用いられるようになった。沙門やマダラには戦闘用のパワーと武器を仕込んだものが使われ「バトルギミック」と呼称される。現代の技術と比較しても高度なもので、転生編など未来を舞台とした作品では遺跡から発掘されたギミックを装着して使用するキャラクターも存在する。
機械的なものだけでなく、徐福が開発したバイオギミックのような生体型も存在するほか、鎧などにギミックの機能を仕込んだ「ギミックスーツ」も登場した。ギルガメッシュサーガでは死者を制御部品として利用する「機械人（マキナー）」と呼ばれる兵器が存在する。
掌妙勁（しょうみょうけい）
霊力を用いて戦う武術。「壱」においてはヒジュラ人の賢人によってカオスのオロチ族、聖神邪のイズモ族に伝えられていた。転生戦士は前世の記憶から修得している。霊力を掌に球形に収束した「少龍（シャオロン）」を基本に身体各部から霊力を放出して攻撃に乗せる戦闘法。応用法として傷を癒したり、物質の崩壊速度を速める「滅びの力」が存在する。
神剣クサナギ
真王伝説に連なる伝説の剣。通常時は刃渡り15センチほどの短剣だが、結迦珠を柄頭に繋げることで長剣へ変化し、掌妙勁の使い手ならばその霊力を刃に変える「霊妙剣」を発揮する。だが、使い手の霊力に依存するためチャクラの揃わないマダラの力を制御できない。
結迦珠
2本のクサナギを繋げる宝珠。自らの魂を持ち、風姫や芙蓉といった人の器を以って転生している。
魔剣クサナギ
神剣と対になる魔剣。制御できないマダラの霊力を受け止める器を持ち、取り込んだ霊力を変換しすべてを無に帰す「霊妙剣・陰ノ太刀」として発揮する。
スターメーカー
「赤」に登場した剣。不滅竜から生まれたクサナギの現身。一見すると剣だが発動時には展開し霊妙剣の一種「ナーガ剣」を発揮する。
真王殺しの剣
「ギルガメッシュ・サーガ」において登場。かつて救世主を名乗った真王とその使徒の血を吸ったことで呪われ、真王を望み覚醒したマダラを殺すことができる唯一の剣。アガルタの使者も難なく葬る力をもつが転生戦士（使徒）としての霊性を持つ者が触れると使徒としての覚醒が促される。使いこなせるのは裏切者のユダヤのみ。

## 関連作品
「翻訳：MADARA PROJECT」となっている日本語書籍がいくつかあるが、MADARAシリーズ作品ではない。これらはMADARAシリーズの中国語翻訳を手がける許月珍が、「MADARA PROJECT」の名義を使用しており、中国の作品を日本語へ翻訳したものである。

### コミック
魍魎戦記MADARA （摩陀羅壱）（田島昭宇）
『マル勝ファミコン』(角川書店)1987年第24号～1990年第11号にて連載された。
- 『魍魎戦記MADARA』1 - 4巻（全4巻） （ドラゴンコミックス・角川書店）
  1. 魍魎戦記摩陀羅1 胎蔵編　1989年8月30日発売
  2. 魍魎戦記摩陀羅2 両界編　1989年8月30日発売
  3. 魍魎戦記摩陀羅3 変成編　1990年3月10日発売
  4. 魍魎戦記摩陀羅4 輪廻編　1990年7月10日発売

『魍魎戦記摩陀羅全集 Vol.1 - 4 MADARA壱 改訂版』（全4巻）（電撃コミックスEX・メディアワークス）
- 1. ＭＡＤＡＲＡ壱（１）　胎蔵編　1993年8月25日発売
  2. ＭＡＤＡＲＡ壱（２）　両界編　1993年8月25日発売
  3. ＭＡＤＡＲＡ壱（３）　変成編  1994年6月27日発売
  4. ＭＡＤＡＲＡ壱（４）　輪廻編  1994年06月27日発売

巻末の設定資料が「摩陀羅設定資料集改訂版」と題して、1巻であれば壱の人物、2巻であれば世界観といったように全体的に内容が改訂されている。
『田島昭宇MADARA完全コレクション1 - 5 MADARA』（全5巻）（KadokawaComicsA・角川書店）
- 1. 1996年8月28日発売
  2. 1996年8月28日発売
  3. 1996年9月27日発売
  4. 1996年9月27日発売
  5. 1996年10月29日発売

後に出版されたものは新規のページがカラーで追加されている。
- 『MADARA　ARCHIVES　魍魎戦記MADARA』（全2巻）(KADOKAWA)
  1. 2017年12月29日発売
  2. 2018年02月2日発売

魍魎戦記MADARA摩陀羅弐（田島昭宇）
『マル勝ファミコン』(角川書店)1990年13号～1992年4号にて連載された。
- 『魍魎戦記MADARA』5 - 7巻（全３巻） （ドラゴンコミックス・角川書店）
  1. 魍魎戦記摩陀羅５ 捨て童子の章　1991年3月30日発売
  2. 魍魎戦記摩陀羅６ 餓鬼童子の章　1991年12月20日発売
  3. 魍魎戦記摩陀羅７ 荼吉尼童子の章　1991年6月10日発売

- 『田島昭宇MADARA完全コレクション9 - 11 BASARA』（全3巻）（KadokawaComicsA・角川書店）
  1. 1997年4月7日発売
  2. 1997年5月28日発売
  3. 1997年5月28日発売

- 『MADARA　ARCHIVES　4　魍魎戦記摩陀羅BASARA』（全1巻）(KADOKAWA)
  - 2018年4月4日発売、コミックス3冊分を一巻に合本

魍魎戦記MADARA赤（田島昭宇）
『マル勝ファミコン』(角川書店)1992年10号～21号、『電撃スーパーファミコン』(メディアワークス)1993年2号～1994年8号にて連載された。
連載時は、『魍魎戦記マダラ3 MADARA赤』として掲載されていた。
- 『魍魎戦記摩陀羅全集 Vol.5 - 7 MADARA赤LASA』（全3巻）（電撃コミックスEX・メディアワークス）
  1. Madara赤 第1巻 赤い髪の漂泊者　1993年5月1日発売
  2. Madara赤 第2巻 竜使いの少年　1994年3月1日発売
  3. Madara赤 第3巻 永遠の少女　1994年9月1日発売

- 『田島昭宇MADARA完全コレクション6 - 8 MADARA赤』（全3巻）（KadokawaComicsA・角川書店）
  1. MADARA赤(LASA)―魍魎戦記摩陀羅 (1)  1996年10月1日発売
  2. MADARA赤(LASA)―魍魎戦記摩陀羅 (2)  1997年1月1日発売
  3. MADARA赤(LASA)―魍魎戦記摩陀羅 (3)  1997年1月1日発売

- 『MADARA　ARCHIVES　3　魍魎戦記MADARA赤』（全1巻）(KADOKAWA)
  - 2018年3月2日発売、コミックス3冊分を一巻に合本

MADARA転生編（田島昭宇）
- 『魍魎戦記摩陀羅全集 別巻Vol.1 MADARA転生編』（電撃コミックスEX・メディアワークス、1994年10月25日発売）
- 『田島昭宇MADARA完全コレクション12 MADARA転生編』（KadokawaComicsA・角川書店、1997年4月1日発売）

転生編プレストーリーの「赤い綬陀矢」「風の沙門」。ほかに「聖ユダヤ伝」「MADARA青AO」「風になるまで」を収録。
巻末には「転生編プレストーリー」「ラジオドラマ版転生編」「天使編」の設定資料集を収録。
死海のギルガメッシュ（花津美子）
- 『魍魎戦記摩陀羅全集 別巻Vol.2 MADARA外伝 死海のギルガメシュ』（電撃コミックスEX・メディアワークス）
- 「プロローグ」「二天童児譚」「死海のギルガメシュ」「蒼の漂泊者 種痘師リンガ」「蒼の漂泊者 左手のカオス」を収録。

MADARA影（マダラ・シャドウ）（高橋明）
- 『魍魎戦記摩陀羅全集 別巻Vol.3 MADARA影（シャドウ）』（電撃コミックスEX・メディアワークス、1997年6月1日発売）

MADARA ギルガメシュ・サーガ（花津美子）
- 『MADARA ギルガメシュ・サーガ』（全6巻）（ASUKA COMICS DX・角川書店）
- 『MADARA 青』（全5巻）（KadokawaComicsA・角川書店）

後に出た『MADARA 青』では、巻末の設定解説は省かれた。また『MADARA 青』では「エデンのギルガメシュ」の話は4巻で完結まで収録されており、5巻は『死海のギルガメシュ』に収録されていた「プロローグ」「二天童児譚」「蒼の漂泊者 種痘師リンガ」「蒼の漂泊者 左手のカオス」と、『MADARA ギルガメシュ・サーガ』6巻の「夜の少年」を収録するという形になっている。
「MADARA 青」という同タイトルの短編漫画（MADARA転生編に収録）があるが、別の内容。
MADARA四神篇（星樹）
スーパーファミコン用ゲームソフト『魍魎戦記MADARA2』を元にしたコミック。「電撃摩陀羅海賊本」に寄ると相川有作画のバージョンも存在するとされるがそちらは『コンプRPG』Vol.5にプレビュー版が掲載されているのみ。

#### 魍魎戦記MADARA 公式サイドストーリー
それぞれ1冊の長編コミックになる予定だったが未完に終わっている。
- ガンダーラ編（相川有）
- 幻王朝影帝編（堤芳貞）
  - 『スーパーコンプVol.1　魍魎戦記MADARA公式サイドストーリー』（1992年11月10日発売）収録。
- 白い闇の王（黒娜さかき）
  - 『スーパーコンプVol.1』収録。少年十字軍を描いたストーリー。

#### 魍魎戦記MADARA30周年記念企画
魍魎戦記MADARA連載30周年を記念して2017年より2018年にかけて限定愛蔵版として全5巻で刊行された。
- MADARA ARCHIVES

#### 幼稚園戦記
- 幼稚園戦記まだら（義見依久）
  - 『幼稚園戦記まだら』（全4巻）、『よりぬき幼稚園戦記まだら』
- 少年忍者バサラくん（義見依久）
  - 『戦国群笑伝 少年忍者バサラくん』（全3巻）、『少年忍者バサラくん 芙蓉姫退屈記』（全2巻）

#### 公認海賊本
- 公認 摩陀羅海賊本（ドラゴンコミックス・角川書店、1991年11月12日発売）
- 公認 摩陀羅海賊本 二（ドラゴンコミックス・角川書店、1992年7月31日発売）
- 電撃摩陀羅海賊本（電撃コミックスEX・メディアワークス、1993年3月5日発売）

#### MADARA以外の関連コミック
- 聖痕のジョカ（相川有）
- 新・聖痕のジョカ（相川有）
- BROTHERS（田島昭宇）
- 東京ミカエル（堤芳貞）
  - 終わらない昭和を描く封鎖都市三部作。大江朔と在義一は「天使編」にも登場。
- JAPAN（伊藤真美）
  - 終わらない昭和を描く封鎖都市三部作。Ｋ・ヒラオカは「天使編」にも登場。
- 機械生物都市ノーランド（全3巻） （高橋明）
  - 封鎖都市三部作。
- 多重人格探偵サイコ（田島昭宇）
  - ストーリー上直接の関連はないものの、MADARAシリーズの登場人物と同名の人物が数名登場するスター・システムの関係にある。
- リヴァイアサン（衣谷遊）
- 北神伝綺（森美夏）
  - 「転生編」「天使編」の兵頭沙門の養父である、兵頭北神の物語。
- 木島日記（森美夏）
- オクタゴニアン（杉浦守）

### 小説
- 摩陀羅 アガルタの真王（上下巻）（上巻・阿賀信宏、下巻・宮本恒之）
- 死海のギルガメッシュ （松生剛）
  - 公式サイドストーリーとして連載されていたもの。同名のコミックの後の時代を描いた作品。
- MADARA MILLENNIUM 転生編 1（大塚英志）
  - 以降が発刊されることはなかったが後述の「僕は天使の羽根を踏まない」により完結。
- 摩陀羅 天使篇（1 - 3巻）（大塚英志）
- 僕は天使の羽根を踏まない（大塚英志）
  - 『MADARA MILLENNIUM 転生編 1』の結末部分を大幅に加筆して改題

### CD
サウンドトラック
- 魍魎戦記 摩陀羅（1990年、スターチャイルド）
- MA・DA・RA（1991年、スターチャイルド）
- 魍魎戦記MADARA・音颱風（1991年、スターチャイルド）
- 魍魎戦記 MA・DA・RA スペシャル（1991年、スターチャイルド）※上記の「MA・DA・RA」とは別物
- 魍魎戦記MADARA・流離譚（1991年、スターチャイルド)※音声ドラマも収録
- 文化放送ラジオドラマ 摩陀羅・転生編 オリジナル・サウンドトラック（1993年、ポリスター）
- 魍魎戦記MADARA2 Sound Fantasia（1993年、スターチャイルド）
- 魍魎戦記MADARA2（1993年、スターチャイルド）※上記の「魍魎戦記MADARA2 Sound Fantasia」とは別物
- MADARA SAGA 幼稚園戦記まだら オリジナル・サウンドトラック（1995年、ポリスター）
- 魍魎戦記MADARA 1＆2 SOUNDTRACKS RETURNS（2015年、EGG MUSIC RECORDS）

ドラマCD・朗読CD
- 文化放送ラジオドラマ 摩陀羅・転生編 ドラマシリーズ　1 - 5（1993年 - 1994年、ポリスター）
- MADARA SAGA 幼稚園戦記まだら ドラマ・シリーズ　1 - 3（1995年、ポリスター）
- MADARA―青 ギルガメシュ・サーガ 前編・後編（1995年 - 1996年、BMGビクター）
- リーディングストーリー MADARA・天使編 麒麟（1997年、スターチャイルド）

### コンピュータゲームおよび関連作品
- 魍魎戦記MADARA （1990年 コナミ）
  - ファミリーコンピュータ用ゲームソフト。摩陀羅壱を元にしたロールプレイングゲーム。制作当時、原作コミックが未完結であったため物語後半はオリジナルの内容になっており、魍鬼八大将軍の扱いも原作コミックと少し異なる。黒田幸弘がゲームデザインを担当。
- 魍魎戦記MADARA2 （1993年 コナミ）
  - スーパーファミコン用ゲームソフト。オリジナルストーリーのロールプレイングゲーム。後に『四神編』としてコミック化されている。
- 魍魎戦記MADARA 大金剛輪編 （1993年 工画堂スタジオ）
  - PC98用ゲームソフト。摩陀羅壱を元にしたアドベンチャーゲーム。付属のプレミアムブックレットには「風になるまで」が掲載。原作コミックには出てこないオリジナルキャラクター、摩唎迦が登場する。彼女は古代アガルタの祭司イニシエイトの血を引いており、霊能力も強力で、ストーリーにおいても重要な役割を持っている。そのためパソコン版のストーリーは、原作コミックと内容が異なっている。しかし、世界設定やキャラクター設定は、マダラプロジェクトの手によって統一されており、パソコン版のストーリーは『特別編』と呼ばれている[6]。
- 幼稚園戦記まだら （1996年 データム・ポリスター）
  - スーパーファミコン用ゲームソフト。

#### ゲーム関連書籍
- RPG製作ノート Making of MADARA（著者：黒田幸弘・監修/マル勝ファミコン編集部・著）
  - ファミコン版のメイキング。
- 魍魎戦記MADARA公式攻略ガイド（1990年 マル勝スーパーファミコン編集部 / 角川書店）
- 魍魎戦記MADARA2公式ガイド（1993年 電撃スーパーファミコン / メディアワークス）
- 魍魎戦記MADARA2公式攻略ガイド（1993年 マル勝スーパーファミコン編集部 / 角川書店）

### OVA
- 魍魎戦記マダラ 上巻 胎蔵編
- 魍魎戦記マダラ 下巻 金剛編

スタッフ
- 監督・キャラクターデザイン - もりやまゆうじ
- 脚本 - 遠藤明範
- モンスターデザイン - わたなべぢゅんいち（胎蔵編）、大上浩明（金剛編）
- 絵コンテ - 森健（金剛編）
- 演出 - 加戸誉夫（金剛編）
- 作画監督 - もりやまゆうじ、鈴木俊二（金剛編）
- モンスター作画監督 - 橋本敬史
- 美術監督 - 中座洋次、須江信人（金剛編）
- 色彩設定 - 三笠修
- 撮影監督 - 高橋明彦
- 音響監督 - 松浦典良
- 音楽 - 和田薫
- プロデューサー - 高野顕、高梨実、加藤長輝（胎蔵編）、池口和彦（金剛編）
- 制作プロデューサー - 池口和彦（胎蔵編）、榎本歩光
- アニメーション制作協力 - スタジオ・ファンタジア
- アニメーション制作 - アニメイトフィルム
- 製作 - 角川書店、バンダイ、ムービック、角川メディアオフィス

主題歌
「時速4kmの旅」
作詞・作曲 - 渡辺まもる / 編曲 - THE GREAT RICHIES、岸本友彦 / 歌 - THE GREAT RICHIES

### その他
- 増刊号
  - 魍魎戦記MADARA
    - マル勝ファミコンの増刊号。
    - 読者投稿キャラクターの紹介や資料集、「にせ魍魎戦記キリン」等が掲載されている。一部は海賊本に再掲載。
    - 深沢美潮『フォーチュン・クエスト』の1巻冒頭部分や『源平討魔伝』の漫画（中津賢也）等も掲載されている。
- 画集
  - MADARA COLORS 田島昭宇 魍魎戦記MADARA画集
  - 田島昭宇画集 SHO_U
- テーブルトークRPG
  - 魍魎戦記摩陀羅全集 スペシャル 摩陀羅RPG
- ゲームブック
  - 魍魎戦記MADARA 聖なる反逆者（1990年 / ファミコン冒険ゲームブック・双葉社）
    - 著：高木成一、犬飼わたる / 編：レッカ社
    - 摩陀羅壱を元にしたストーリー
- PCソフト
  - CD-ROM MADARA M-File（1997年、角川書店）

## 関連誌
- マル勝ファミコン
  - マル勝スーパーファミコン
- コミックコンプ
- スーパーコンプ
- 電撃スーパーファミコン

## 関連する作家・漫画家
- 大塚英志
- 田島昭宇
- 花津美子
- 阿賀信宏
- 白倉由美
- 高橋明
- 義見依久
- 星樹
- 相川有
- 堤芳貞
- 黒娜さかき
- 松生剛

### 名義
- MADARA PROJECT
- 物語環境開発
- 大塚英志事務所